# 서울월천초등학교
서울월천초등학교(서울月川初等學校)는 대한민국 서울특별시 도봉구에 있는 공립 초등학교이다.

## 학교 연혁
- 1989년 5월 11일: 서울월천국민학교 개교
- 1996년 3월 1일: 서울월천초등학교로 교명 개칭

## 참고 자료
- 서울월천초등학교 - 한국교육학술정보원 학교알리미

## 근접한 학교
- 노곡중학교
- 서울외국어고등학교